# Jeruzalemwet

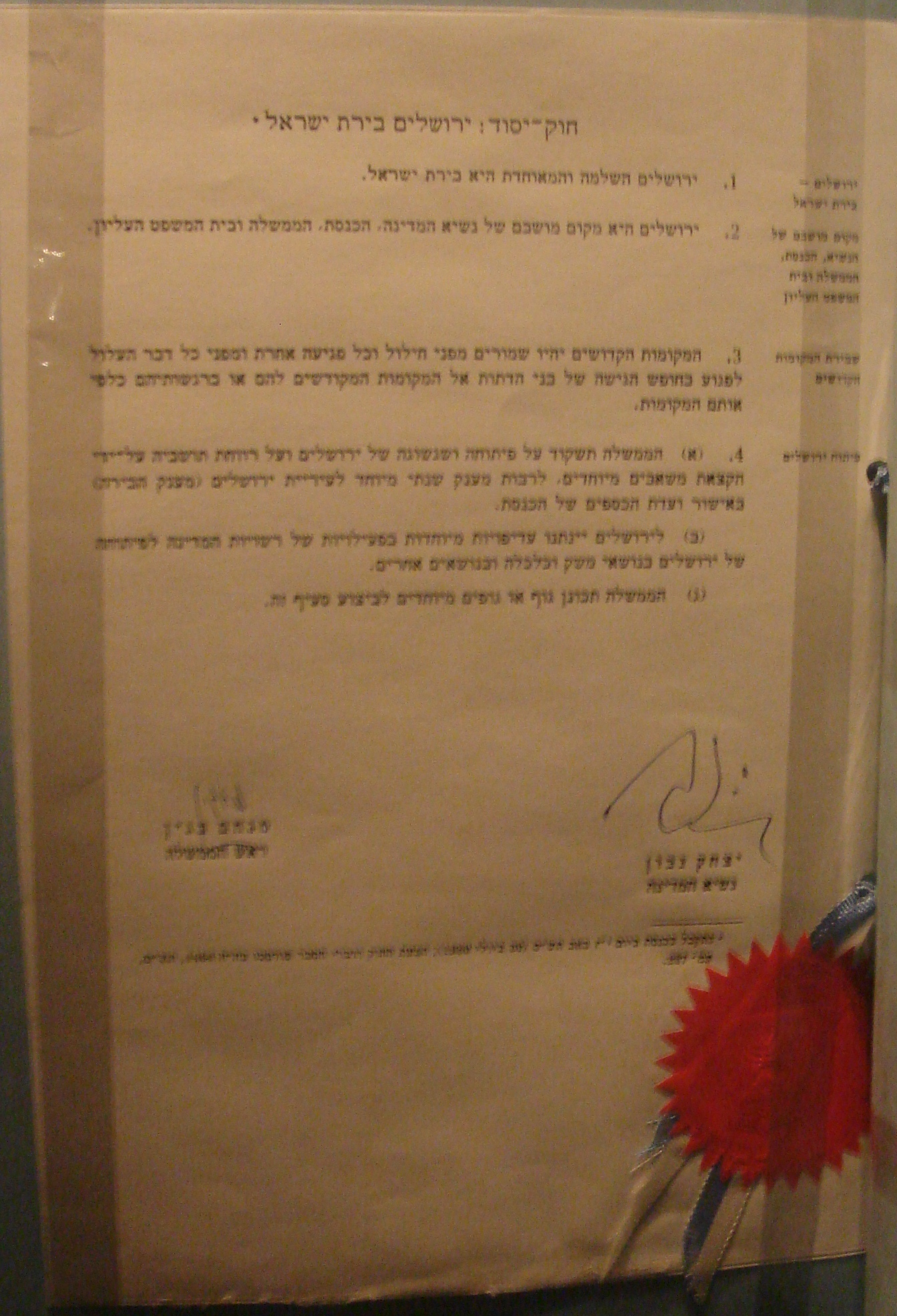
De originele en ondertekende wet

De Jeruzalemwet (Hebreeuws: חוק יסוד: ירושלים בירת ישראל) is een Israëlische basiswet die op 30 juli 1980 door de Knesset werd aangenomen. In deze wet stelde men dat "Jeruzalem de eeuwige en ondeelbare hoofdstad van Israël is".
De wet is in Resolutie 478 van de Veiligheidsraad van de Verenigde Naties veroordeeld als een schending van het volkenrecht, omdat de wet een eenzijdige annexatie van Oost-Jeruzalem inhoudt.